# 浅紫
浅紫（あさむらさき）は、色の一種で、赤みを帯びた薄い紫色である。赤紫（あかむらさき）ともいう。古代の日本では深紫（黒紫）よりやや劣るものの、高貴な色とされた。

## 古代日本の服制における浅紫
日本の服制で浅紫が現われるのは、大化3年（647年）制定の七色十三階冠である。これに先立つ推古天皇11年12月5日（604年1月11日）の冠位十二階について、小徳の冠の色を薄紫とする説も行なわれているが、それは七色十三階冠からの類推で、格別の証拠はない。服制において紫を深紫と浅紫に分けるのは日本だけで、隋・唐や新羅にはなかった。
七色十三階冠では、大紫と小紫の冠位の人が浅紫の服を用いる。大紫・小紫は13階中第5と第6で、深紫を着る第1から第4の冠位の下に置かれたが、それでも大臣にあたるような高位である。この冠位と服色は大化5年（649年）の冠位十九階、天智天皇3年（664年）の冠位二十六階にも踏襲されたと考えられる。大紫・小紫の冠の色は当然紫であったろうが、冠に深浅の区別があったかは不明である。
天武天皇14年（685年）1月21日に冠位の名を一新した冠位四十八階では、深紫の正位につぐ直位の朝服が浅紫とされた。持統天皇4年（690年）4月には、浄大参から浄広肆までの皇族と、正位の朝服が赤紫と改められ、黒紫は浄広弐以上の皇族に限られた。赤紫は名が異なるだけで浅紫と同じ色である。これにより直位から正位へと、浅紫の位置付けは高い方へとずれた。なお、持統天皇の時代には以前に空席が普通だった高い冠位官職が多く授与されるようになったので、人の冠位も高い方にずれている。
大宝元年（701年）制定の大宝令は、二位以下の諸王と、二位から三位の諸臣の服を赤紫と定めた。この区分は養老令でも踏襲され、ただ名称を浅紫に改めた。令がいう諸王とは、皇太子・親王を除く皇族で、親王を一世と数えて四世までの者で、諸臣は五世の王と皇族以外の者である。親王は品という数え方の位階を帯び、それは一品から四品まであって一位から四位に対応するが、服は四品までみな黒紫（養老令で深紫）を着た。天皇との血のつながりの程度により、同じ位階でも服色に微妙な差を付けたのである。
時代が平安時代に下るが、『延喜式』は染色用の材料を規定している。それによると浅紫の綾一匹の原材料は、紫草（ムラサキ）5斤、酢2升、灰5斗、薪60斤である。帛や羅を作る場合、他の原材料は同じで酢を1升5合にした。これに対し深紫で用いる紫草は30斤で、浅紫の5斤との差が色の違いになった。

### 浅紫・赤紫を服色とする冠位・位階
- 七色十三階冠・冠位十九階・冠位二十六階。647年から685年
  - 大紫・小紫

- 冠位四十八階。685年から690年
  - 臣下の直大壱、直広壱、直大弐、直広弐、直大参、直広参、直大肆、直広肆

- 冠位四十六階。690年から701年
  - 皇族の浄大参、浄広参、浄大肆、浄広肆
  - 臣下の正大壱、正広壱、正大弐、正広弐、正大参、正広参、正大肆、正広肆

- 大宝令・養老令。701年以降
  - 諸王の正二位・従二位・正三位・従三位・正四位上・正四位下・従四位上・従四位下・正五位上・従五位上・従五位下
  - 諸臣の正二位・従二位・正三位・従三位